# Судзуки, Ясухиро
Ясухиро Судзуки (яп. 鈴木 康弘; род. 25 ноября 1987 года) — японский боксёр-любитель, участник Олимпийских игр 2012 года.

## Биография
Участник Олимпиады 2012 года в весовой категории до 69 кг.
На этих играх победил марокканца Мехди Халси (14-13), но уже во втором круге был разгромлен казахстанцем Сериком Сапиевым со счётом 25-11.